# Bradley Pierce
Bradley Michael Pierce (Tucson, Arizona, 23 de octubre de 1982) es un actor y actor de voz estadounidense.

## Biografía
Comenzó a actuar a los 6 años. Interpretó a Andrew Shawn Donovan IV en la serie Days of our lives durante una temporada. Dobló a Chip en la película La bella y la bestia (1991), así como a Flounder en la serie de televisión de La sirenita y a Tails en la serie de dibujos Sonic the Hedgehog. 
Entre sus papeles más conocidos están los de Peter Sheperd en Jumanji (1995), junto a Robin Williams y Kirsten Dunst, y el de Los Borrowers (1997), junto a John Goodman.

### Vida privada
Está casado con Shari Holmes desde el 6 de mayo de 2005. La pareja tiene dos hijos: Gavin (2005) y Dorian (2008). 
Además de actuar, Bradley también trabaja en los alrededores de Los Ángeles en un restaurante. Bradley ha estado involucrado con muchas organizaciones de caridad durante toda su vida. Recibió una mención de la alcaldía de la ciudad de San Diego por su trabajo con Reading is fundamental y trabajó durante varios años con la organización Kids with a cause, inicialmente como un embajador y, finalmente, como portavoz. También ha trabajado con La Cruz Roja y el "Hospital de Niños de Los Ángeles". Bradley trabaja en "la Y" (antes conocido como el YMCA) como consejero e instructor de habilidades al aire libre y es un defensor activo de la investigación del cáncer.

## Filmografía
| Año       | Película                                    | Papel                 | Notas      |
| 1990      | Too Young to Die?                           | Web                   | Menor      |
| 1990      | Cartel                                      | Tommy                 | Menor      |
| 1990      | Casey's Gift: For Love of a Child           | Casey Gift            | Principal  |
| 1991      | La bella y la bestia                        | Chip                  | Voz        |
| 1992      | Porco Rosso                                 | Chico del gas         | Voz        |
| 1992      | Chaplin                                     | Joven Charles Chaplin | Menor      |
| 1992-1993 | Shaky Ground                                | Dylan Moody           | Principal  |
| 1993      | El mejor amigo del hombre                   | Chet                  | Secundario |
| 1993-1997 | El mundo fantástico de Richard Scarry       |                       | Voz        |
| 1994      | The Yarn Princess                           | Joshua 'Josh' Thomas  | Menor      |
| 1994      | Dead Man's Revenge                          | Tom Hatcher joven     | Menor      |
| 1994      | Children of the Dark                        | Niño                  | Menor      |
| 1994      | Ride with the Wind                          | Danny Barnes          | Principal  |
| 1994      | Cries from the Heart                        | Michael               | Principal  |
| 1993-1994 | La sirenita                                 | Flounder              | Voz        |
| 1993-1994 | Sonic, El Héroe                             | Miles 'Tails' Prower  | Voz        |
| 1995      | Mickey: Reelin' Through the Years           |                       | Menor      |
| 1995      | Jumanji                                     | Peter Shepherd        | Principal  |
| 1996      | The Bug Hunt                                |                       | Principal  |
| 1996      | The Siege at Ruby Ridge                     | Sammy Weaver          | Principal  |
| 1996      | The Undercover Kid                          | Max Anderson          | Principal  |
| 1997      | The Borrowers                               | Pete Lender           | Secundario |
| 1997      | Doom Runners                                | Adam                  | Principal  |
| 2000      | Down to You                                 | Ricky James           | Menor      |
| 2002      | Peter Pan 2: Regreso al País de Nunca Jamas | Nibs Lender           | Voz        |
| 2014      | Up in Smoke                                 | Adam                  | Secundario |

## Videojuegos
| Año  | Juego                          |
| 2005 | Tony Hawk's American Wasteland |
| 2005 | Kingdom Hearts II              |
| 2007 | Kingdom Hearts II: Final Mix + |
| 2014 | The LEGO Movie Videogame       |